# Франц Рунге
Франц Рунге (нім. Franz Runge; 5 липня 1904, Клостернойбург — 30 листопада 1975) — австрійський футболіст, що грав на позиції нападника. Відомий виступами у складі клубу «Адміра», а також національної збірної Австрії. Дворазовий чемпіон Австрії, володар кубка Австрії.

## Клубна кар'єра
У складі клубу «Адміра» (Відень) почав виступати у сезоні 1921–1922. Був універсальним гравцем, що міг зіграти на будь-якій позиції в лінії нападу, а також за потреби і у півзахисті. Уже в другому сезоні в клубі видав свій найкращий бомбардирський результат — 13 м'ячів у чемпіонаті. Спільно з Йоганном Шірлем став найкращим бомбардиром своєї команди.
У 1927 році разом з командою здобув перший у її історії титул чемпіона Австрії. Несподіваним конкурентом «Адміри» у боротьбі за титул став клуб «Брігіттенауер». Перед останнім туром «Адміра» мала перевагу в одне очко, але суперникам випало грати між собою. Клуб Рунге упевнено переміг з рахунком 5:0 і здобув свій перший чемпіонський трофей. На рахунку Франца 12 зіграних матчів у тому сезоні і 8 забитих м'ячів. Партнерами Рунге в лінії нападу клубу були Ігнац Зігль, Антон Шалль, Карл Штойбер, Йоганн Кліма і Франц Фіала.
Влітку зіграв у обох чвертьфінальних матчах новоствореного Кубка Мітропи, у яких австрійський клуб зустрічався з чехословацькою «Спартою». У першому матчі «Спарта» перемогла з рахунком 5:1, а єдиний гол «Адміри» на свій рахунок записав Рунге. У матчі-відповіді на 60-й хвилині уже «Адміра» перемагала 5:1 (один з голів також забив Франц). Втім, команді не вдалося розвинути чи хоча б втримати цей результат, бо наприкінці матчу чеські гравці зуміли забити два голи, що дозволило саме їм пройти в наступний раунд.
Наступного сезону «Адміра» знову перемогла у чемпіонаті, випередивши на три очки «Рапід». Рунге у національній першості зіграв 19 матчів і забив 5 голів. Результативним для нього став розіграш кубку Австрії, де «Адміра» також здобула перемогу. Рунге забивав у кожному матчі турніру, у якому брав участь, у тому числі і у фінальному поєдинку проти команди «Вінер АК», що завершився перемогою з рахунком 2:1.
Влітку 1928 року клуб знову виступав у Кубку Мітропи. В 1/4 фіналу «Адміра» переграла чехословацьку «Славія» — 3:1, 3:3, а Рунге забив по голу у кожному з матчів. У півфіналі австрійська команда двічі поступилась майбутньому чемпіонові — угорському «Ференцварошу» (1:2, 0:1)
Грав у складі «Адміри» до 1930 року. У національній першості на його рахунку 134 матчі і 42 голи.

## Виступи за збірну
У складі збірної Австрії дебютував у травні 1927 року в поєдинку проти збірної Швейцарії (4:1). Вийшов на заміну в другому таймі замість захисника Карла Райнера. У листопаді того ж року в поєдинку Центральноєвропейського кубка зі збірною Італії став автором єдиного голу у матчі. Ще один матч за збірну зіграв у 1928 році проти тієї ж збірної Італії (2:2), у якому також відзначився забитим голом.
Також виступав у складі збірної Відня, за яку зіграв 3 міжнародних матчі, у яких він забив два голи. Дебютував у поєдинку проти збірної Праги (2:1) у вересні 1927 року. В наступному матчі в 1928 році відзначився дублем у воротах збірної Будапешта (8:2). Втретє виступав у збірній Відня у поєдинку проти збірної польського міста Краків (2:1, 1928 рік).

## Досягнення
- Чемпіон Австрії (2): 1927, 1928
- Срібний призер чемпіонату Австрії (2): 1929, 1930
- Володар кубка Австрії (1): 1928

## Статистика

### Статистика клубних виступів
| Клуб              | Сезон | Чемпіонат | Чемпіонат | Кубок | Кубок | Кубок Мітропи | Кубок Мітропи | Всього | Всього |
| Клуб              | Сезон | Матчі     | Голи      | Матчі | Голи  | Матчі         | Голи          | Матчі  | Голи   |
| ----------------- | ----- | --------- | --------- | ----- | ----- | ------------- | ------------- | ------ | ------ |
| «Адміра» (Відень) |       |           |           |       |       |               |               |        |        |
| 1921–1922         | 5     | 2         | 2         | 0     | -     | -             | 7             | 2      |        |
| 1922–1923         | 23    | 13        | 2         | 1     | -     | -             | 25            | 14     |        |
| 1923–1924         | 21    | 3         | 2         | 0     | -     | -             | 23            | 3      |        |
| 1924–1925         | 15    | 4         | 2         | 1     | -     | -             | 17            | 5      |        |
| 1925–1926         | 14    | 2         | 3         | 1     | -     | -             | 17            | 3      |        |
| 1926–1927         | 12    | 8         | 5         | 7     | -     | -             | 17            | 15     |        |
| 1927–1928         | 19    | 5         | 4         | 4     | 2     | 2             | 25            | 11     |        |
| 1928–1929         | 12    | 4         | 1         | 0     | 4     | 2             | 17            | 6      |        |
| 1929–1930         | 3     | 1         | 0         | 0     | -     | -             | 3             | 1      |        |
| Всього            | 124   | 42        | 21        | 14    | 6     | 4             | 151           | 60     |        |

### Статистика виступів у збірній
| Дата       | Місто   | Господарі | Результат | Гості   | Турнір                             | Голи | Примітки |
| ---------- | ------- | --------- | --------- | ------- | ---------------------------------- | ---- | -------- |
| 25/05/1927 | Цюрих   | Швейцарія | 1 – 3     | Австрія | товариський матч                   | -    | 46'      |
| 06/11/1927 | Болонья | Італія    | 0 – 1     | Австрія | Кубок Центральної Європи 1927—1930 | 1    |          |
| 11/11/1928 | Рим     | Італія    | 2 – 2     | Австрія | товариський матч                   | 1    |          |
| Усього     |         | Матчів    | 3         |         | Голів                              | 2    |          |

### Статистика виступів у кубку Мітропи
| №                      | Розіграш               | Стадія                 | Дата та місце проведення | Команда 1              | Рахунок | Команда 2       | Голи |
| ---------------------- | ---------------------- | ---------------------- | ------------------------ | ---------------------- | ------- | --------------- | ---- |
| 1                      | 1927                   | 1/4                    | 14.08.1927 Прага         | Спарта (Прага)         | 5:1     | Адміра (Відень) | 10'  |
| 2                      | 1927                   | 1/4                    | 21.08.1927 Відень        | Адміра (Відень)        | 5:3     | Спарта (Прага)  | 52'  |
| 3                      | 1928                   | 1/4                    | 15.08.1928 Відень        | Адміра (Відень)        | 3:1     | Славія (Прага)  | 56'  |
| 4                      | 1928                   | 1/4                    | 19.08.1928 Прага         | Славія (Прага)         | 3:3     | Адміра (Відень) | 83'  |
| 5                      | 1928                   | 1/2                    | 9.09.1928 Відень         | Адміра (Відень)        | 1:2     | Ференцварош     |      |
| 6                      | 1928                   | 1/2                    | 16.09.1928 Будапешт      | Ференцварош            | 1:0     | Адміра (Відень) |      |
| Всього у кубку Мітропи | Всього у кубку Мітропи | Всього у кубку Мітропи | Всього у кубку Мітропи   | Всього у кубку Мітропи | 6       |                 | 4    |